# Skjern Å Running Challenge
Skjern Å Running Challenge er et dansk maratonløb som foregår i Vestjylland. Løbet blev afholdt for første gang i 2006. Dengang gik starten i Skjern, og målet var i Tarm. I 2007-udgaven blev der byttet rundt på start og mål, og løbet sluttede således i Skjern, og startede i Tarm.
Løbet foregår i Skjern Ådal, der gennemløbes af Danmarks mest vandrige å, Skjern Åen.
Udover maratonløbet gennemføres også en halvmaraton og løb over 14.7 km og 8.2 km samt et børneløb.
Løbet er hidtil blevet afholdt dagen før DM-Halvmaraton, som afholdes i Kgs. Lyngby, hvilket betyder, at mange af Danmarks bedste løbere ikke er at finde til motionsløbet.

## Statistik

### Løbsrekorder
- Maraton mænd – 2.37.05 – Jens Henrik Jensen – 2007
- Maraton kvinder – 2.56.25 – Gitte Karlshøj – 2006
- Halvmaraton mænd – 1.13.46 – Brian Schmidt – 2010
- Halvmaraton damer – 1.25.34 – Marianne Nors Karstensen – 2010
- 14.7 km mænd – 50.51 – Rudi Brinch Andersen – 2006
- 14.7 km damer – 1.02.35 – Matilde Osmundsen – 2006
- 8.2 km mænd – 26.34 – Morten Fransen – 2010
- 8.2 km damer – 33:29 – Matilde Osmundsen – 2008

### Hurtigste i 2010
- Maraton mænd – 2.42.22 – Henrik Simonsen
- Maraton damer – 3.02.56 – Astrid Bernhard
- Halvmaraton mænd – 1.13.46 – Brian Schmidt
- Halvmaraton damer – 1.25.34 – Marianne Nors Karstensen
- 14.7 km mænd – 51.43 – Torben Klose
- 14.7 km damer – 1.12.37 – Anne Mette Vestergaard
- 8.2 km mænd – 26.34 – Morten Fransen
- 8.2 km damer – 35:01 – Malene Nielsen